# Кондратьєв Ігор Вікторович
Кондратьєв Ігор Вікторович (30 травня 1972, Дзержинськ, РРФСР) — український історик. доктор історичних наук, професор, професор кафедри всесвітньої історії та міжнародних відносин, краєзнавець, викладач, дослідник історії української шляхти на теренах Північного Лівобережжя. Журналіст-фрилансер, плідно займається публіцистикою.

## Освіта
Освіта вища. Має науковий ступінь Доктора історичних наук.
У 1989 році закінчив середню школу № 6 м. Чернігова. У 1989—1994 р. навчався на історичному факультеті Чернігівського державного педагогічного інституту ім. Т. Г. Шевченка, де здобув освіту «вчитель історії і права».
Протягом 1994—1997 рр. навчався в аспірантурі при кафедрі історії та археології України Чернігівського педагогічного інституту ім. Т. Г. Шевченка.
У 2005 р. в Харківському національному університеті ім. В. Н. Каразіна захистив кандидатську дисертацію за спеціальністю 07.00.01. Історія України «Любецька шляхта: ґенеза та еволюція регіональної військовослужбової спільноти у XV—XVIII ст.» (науковий керівник — професор Олександр Коваленко).
У 2015 році пройшов навчання та отримав диплом у якості підприємця в проекті STEP Ukraine «Путівник по комерціалізації». Організатор — CRDF (CRDF is an independent nonprofit organization that promotes international scientific and technical collaboration through grants, technical resources, training and services).
У 2020 році в Київському національному університеті імені Тараса Шевченка захистив докторську дисертацію за спеціальністю 07.00.02 Всесвітня історія "ЛІВОБЕРЕЖНІ СТАРОСТВА КИЇВСЬКОГО ВОЄВОДСТВА  ВЕЛИКОГО КНЯЗІВСТВА ЛИТОВСЬКОГО ТА РЕЧІ ПОСПОЛИТОЇ:  СОЦІАЛЬНО-ТЕРИТОРІАЛЬНІ ТРАНСФОРМАЦІЇ XIV – XVII СТ." (науковий консультант - професор Володимир Дятлов).

## Професійна діяльність
Упродовж 1990—1998 рр. брав участь в археологічних експедиціях Археологічного центру Лівобережжя, Інституту археології НАН України, Кримського філіалу Інституту археології НАН України.
У 1994 р. працював вчителем в школі № 6 м. Чернігова.
У 1998 р. працював старшим науковим співробітником кафедри історії та археології України. З 1998 р. — асистент, з 2005 р. — старший викладач, з 2005 року — доцент кафедри всесвітньої історії, з 2020 - професор кафедри всесвітньої історії та міжнародних відносин.
За час роботи викладав навчальні курси: Історія Стародавнього Сходу, Історія країн Азії та Африки у Середні віки, Нова та Новітня історії країн Азії та Африки, Історія релігій Сходу (іслам, іудаїзм, буддизм та ін.), Історію християнства, Глобальні проблеми сучасності, Історія Середніх віків країн Європи та Америки, Історія Росії, Людина та суспільство на Сході.

## Наукова діяльність
Має понад 100 наукових публікацій. Серед них найбільш відомі:
Монографії
1.     Кондратьєв І., Кривошея В. Нариси історії Чернігівщини періоду козацтва: Любеч. – К., 1999. – 109 с.
2.     Кондратьєв І.Під Литвою, Москвою та Польщею (до історії сіл Чернігівського району у XV – першій половині XVII ст.). – Чернігів, 2005. –152 с.
3.     Дятлов В.О., Кондратьєв І.В., Ячменіхін К.М.  Кафедра всесвітньої історії Чернігівського державного педагогічного університету імені Т.Г.Шевченка. – Чернігів: Сіверянська думка, 2007. – 140 с.
4.     Кондратьєв І.В. Любецьке староство (XVI – середина XVII ст.). – Чернігів: Видавець Лозовий В.М., 2014. – 384 с.
Статті
1.    Кондратьев И.В. Древнерусские города-замки как центры формирования военно-служебного сословия Великого княжества Литовского // Древняя Русь и средневековая Европа: возникновение государств. Международная конференция. Материалы. – Москва: Институт всеобщей истории РАН, Ростовский музей-заповедник, 2012. – 359 с. – С.93-96.
2.  Кондратьєв І. В. Любецьке міщанство в системі оборони староства (друга половина XVI – перша половина XVII ст.) // Гарадзенскі соцыум. Чалавек у простары города. XV-XX ст.: Матэрыялы міжнароднай навуковай канферєнцыі (Гародня, 7-8 лістапада 2014 г.) / Пад рєд. А.Ф. Смаленчука і А.К. Крауцэвыча. – Мінськ : Зміцер Колас, 2015. – 380 с. - С.57-68.
3.  Бондар О., Волков М., Кондратьєв І. Невідомий малюнок Любеча 1651 р. // Сіверянський літопис. – 2015. – №4. – С.44-56.
4. Кондратьев І. Любецька шляхта на службі: від Речі Посполитої до Війська Запорозького // Homo Historicus 2016. Гадавік антрапалагічнай гісторыі / пад. рэд. Аляксандра Смаленчука. – Вільнюс: Беларускі колегіум, 2016. – 222 с. – С.34-44.
5. Кондратьєв І. Шляхта Любецько-Лоєвського староства: проблеми політичного вибору та зміни правового статусу (XV-XVII ст.) // Białoruskie Zeszyty Historyczne. – 2018. – №49. – Беласток: Wydawnictwo «Białoruskie Towarzystwo Historyczne», 2018. –284 s. – S.25-37.

## Громадська діяльність, журналістика та публіцистика
Протягом 1994-2007 рр. співпрацював з Чернігівським відділенням Комітету виборців України. Був спостерігачем на виборах, керівником мобільних груп спостерігачів, асистентом тренера, тренером, очолював моніторингову групу з проблем дотримання журналістської етики.
В якості журналіста-фрілансера пише статті публіцистичного та аналітичного спрямування, співпрацюючи з рядом регіональних та всеукраїнських видань. Тематика публікацій – проблеми сучасної економіки (енергозбереження, податкова система)  та соціальні відносини. 
У 2012 р. взяв участь у Всеукраїнському конкурсі серед економістів-практиків «Нова економічна формація» (співорганізатори – Київська школа економіки, «Райффайзен Банк Аваль» та газета «Дзеркало тижня»). За результатами зайняв призове місце  [Архівовано 24 лютого 2019 у Wayback Machine.]
У 2015 р. виборов призове місце в українсько-німецькому конкурсі есе «Україна між Сходом та Заходом: апокаліпсис чи модель майбутнього?», що проводився у 2014/15 роках паралельно в Україні та Німеччині. Організаторами конкурсу виступили Київський національний університет імені Тараса Шевченка та Центр східно-західних студій Регенсбурзького університету «Європеум» (Регенсбурзький університет, Німеччина) [Архівовано 25 лютого 2019 у Wayback Machine.] . 
5 грудня 2017 р. був нагороджений Віце-прем’єр-міністром України з питань європейської та євроатлантичної інтеграції Іванною Климпуш-Цинцадзе [Архівовано 24 лютого 2019 у Wayback Machine.]  та керівником комунікаційного напрямку проекту ЄС Дипломом переможця конкурсу для журналістів на краще роз’яснення положень і висвітлення результатів впровадження угоди про асоціацію між Україною та Європейським Союзом (організатором виступила організація «association4u»). Перемогу в номінації «Суб’єктивний погляд» виборола публікація «Горе китайського чиновника… український досвід» [Архівовано 24 лютого 2019 у Wayback Machine.] . 26 жовтня 2020 р. із статтею «Завтра» виборов перше місце в конкурсі есе до 75-річчя Організації Об'єднаних Націй, оголошеному представництвом ООН в Україні.
У 2019-2022 рр. співпрацював з UA: Суспільне. Радіо: Чернігівська хвиля, як ведучий передачі "Тема тижня з Ігорем Кондратьєвим", .
Займається літературним рецензуванням.

### Газетні публікації, публіцистика
1.     Кондратьев И. Камо грядеши, экономика Украины, или Как уменьшить энергозатраты и где взять на это деньги // Зеркало недели. Украина. – 2012. – №21. – 08 июня. – С.8
2.    Кондратьєв І. Третій шанс? // Україна між Сходом та Заходом: апокаліпсис чи модель майбутнього? : збірка есе /  Центр східно-західний студій Регенсбурзького університету «Европеум», Київський національний університет імені Т.Шевченка. – К.: Самміт-Книга, 2016. – 208 с. – С.36-40. 
3. Кондратьєв     І. Еверест для себе // Дзеркало тижня. Україна». – 2015. №46. – 27 листопада – 4 грудня.
4. Кондратьев И. Янтарь нашей истории // Зеркало  недели. Украина. – 2016. – №31. – 3-9 вересня. – С.15. Текст статті українською мовою увійшов до підручника "Українська мова", 9 клас (Автор - В.В. Заболотний - Генеза 2017 рік), як зразок публіцистичного стилю.
5. Kondratjew І. E ine dritte Chance? // Koschmal, Walter: Die Ukraine hat das Wort.  Stimmen zu Gegenwart und Zukunft. – Berlin: OEZ Berlin-Verlag, 2016. - 408 c. – C.104-112.
6. Кондратьев И. Энергетика: деньги и мотивация // Дело: ежемесячный бизнес-журнал     (г.Минск, Беларусь). – 2017. - №1-2(262). – С.24-27. (0,5 друк арк)[ii].